# Lawrenceville (Québec)
Pour les articles homonymes, voir Lawrenceville.
Lawrenceville est une municipalité de village dans le Val-Saint-François, en Estrie, au Québec (Canada).

## Toponymie
Le nom du village honore M. Isaac Lawrence, premier colon de la localité, venu de Canaan (Connecticut) vers 1794. Sa famille s’est établie près du  lac Waterloo. En 1800, le canton de Stukely fut créé dans cet endroit, mais le village de Lawrenceville n’est constitué qu’en 1905 par détachement de la municipalité du canton de Stukely-Nord.

## Histoire
En 1780 Erastus Lawrence, fils d’Isaac Lawrence, y construit un moulin à scie et à farine sur l’Île du Moulin. Même s’il ne reste que des vestiges du bâtiment , on y trouve encore deux résidences qui datent du XIXe siècle dont la Island Park House de style victorien.

## Géographie
La localité se situe à l’ouest de Sherbrooke, tout près de la rivière Noire. La superficie totale de la municipalité est de plus de 17 kilomètres carrés.
On accède à Lawrenceville en suivant la route 243 et la route 220.

## Démographie
| 1991 | 1996 | 2001 | 2006 | 2011 | 2016 | 2021 |
| ---- | ---- | ---- | ---- | ---- | ---- | ---- |
| 612  | 666  | 629  | 642  | 652  | 635  | 618  |

## Administration
Les élections municipales se font en bloc pour le maire et les six conseillers.
| Lawrenceville Maires depuis 2001                                                                                     |                   |         |          |
| Élection | Maire             | Qualité | Résultat |
| 2001 | Jacques Dupont    |         | Voir     |
| 2005 | Daniel Héroux     |         | Voir     |
| 2009 | Daniel Héroux     | Voir    |          |
| n/d | Michel Carbonneau |         | Voir     |
| 2013 | Michel Carbonneau | Voir    |          |
| 2017 | Derek Grilli      |         | Voir     |
| 2021 | Derek Grilli      | Voir    |          |
| Élection partielle en italique Depuis 2005, les élections sont simultanées dans toutes les municipalités québécoises |                   |         |          |

En 2009, grâce à la mobilisation citoyenne, la Coopérative d’initiatives entrepreneuriales de Lawrenceville (CIEL) est lancée afin d’encourager la création de commerces et d’assurer un dynamisme dans la municipalité. Depuis sa création, son principal projet concerne l’ancien magasin général, fermé officiellement vers 2010. En 2018, l’initiative bénévole Lawmuse-Gueule lance sa première édition de soirées estivales, à même ce bâtiment des années 1800, afin de montrer les possibilités du local. Le premier événement rassemble entre 30 et 60 personnes.

## Éducation

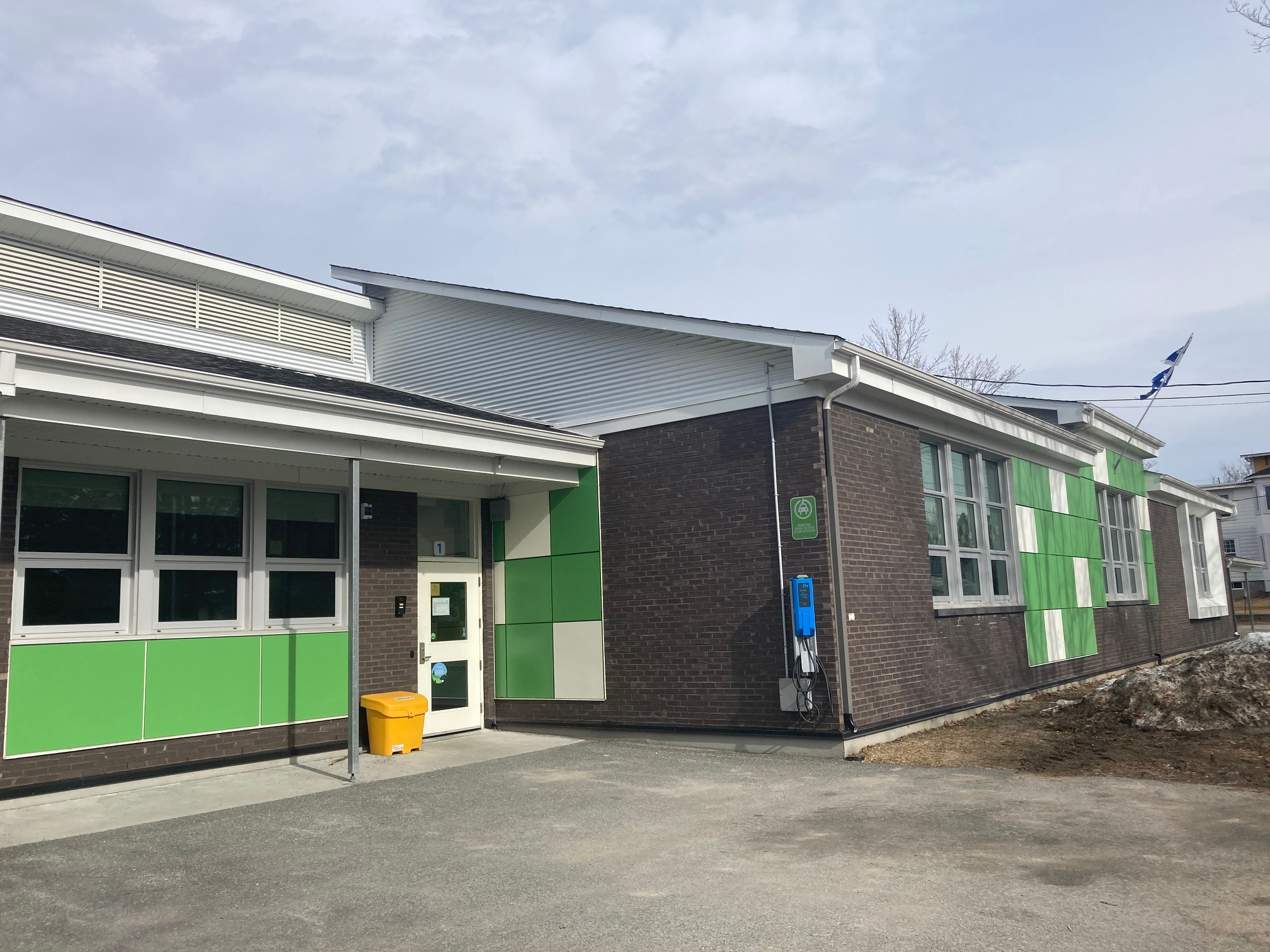
Façade actuelle de l’École Saint-Laurent

### École primaire Saint-Laurent
L'établissement est construit en 1959 et accueille une trentaine d'élèves chaque année. On y compte deux classes pour les niveaux allant de la 1ère à la 6e année et une classe de maternelle.  

## Lieu de culte

### Église Saint-Laurent
La construction du bâtiment débute en 1922. Sa façade principale et ses murs sont en brique, alors que le toit est en tôle. L'église de religion catholique cesse ses activités de culte en juin 2019 en raison d'une baisse importance d'achalandage lors des messes. Dans les derniers mois d'ouverture, environ 15 à 20 fidèles fréquentent hebdomadairement l'établissement. Une fois la fermeture officielle, des pourparlers débutent avec la municipalité afin d'acheter le lieu de culte pour la somme symbolique de 1$. L'objectif est de le rénover pour en faire un centre communautaire.  

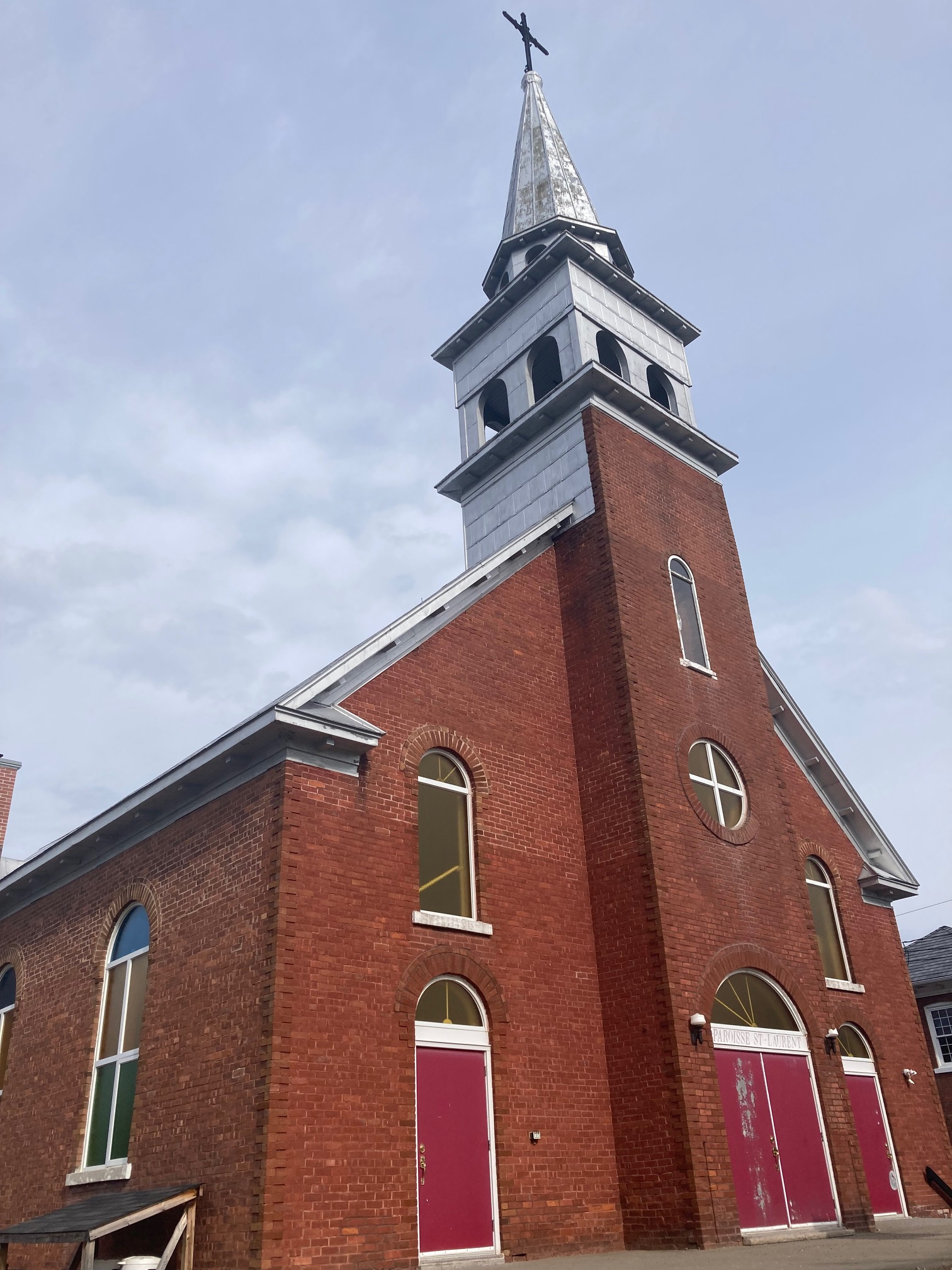
Façade de l’Église Saint-Laurent